# Paruline de Virginia
Leiothlypis virginiae
Espèce
Statut de conservation UICN

 LC  : Préoccupation mineure
La Paruline de Virginia (Leiothlypis virginiae) est une espèce de passereaux de la famille des Parulidae.

## Étymologie
Le nom de cette espèce n'a rien à voir avec l'état américain de Virginie, mais a été donné par Baird, en hommage à Mary Virginia Anderson (1833-1912), femme d'un médecin-major de l'armée américaine qui découvrit l'espèce vers 1858.

## Synonyme
- Oreothlypis virginiae, Vermivora virginiae, Helminthophila virginiae (protonyme).

## Répartition

zone de nidification
zone d'hivernage